# Alessandro Morelli
Alessandro Morelli, né le 9 mai 1977 à Vizzolo Predabissi, est un homme politique italien, membre de la Ligue du Nord et député depuis 2018. 

## Biographie
En 2018, il est élu à la Chambre des députés.
En 2019, il s'est également positionné sur le sujet du scandale de Bibbiano en appelant à la création d'une commission parlementaire à ce sujet.
Il est vice-ministre aux Infrastructures et à la Mobilité durable dans le gouvernement de Mario Draghi du 1er mars 2021 au 22 octobre 2022.
Le 25 septembre 2022, il est élu sénateur. Le 2 novembre suivant, il est nommé secrétaire d'État à la Coordination économique dans le gouvernement de Giorgia Meloni.